# Connaught Place
Connaught Place (hindsky कनॉट_प्लेस) je hlavní finanční centrum indické metropole Nového Dillí. Zkracováno je často jen jako CP. Nachází se zde sídla řady firem, jsou zde početné obchody, soustřeďuje se tu noční život a je často navštěvováno turisty. V červenci 2018 bylo Connaught Place osmou nejdražší lokalitou co do pronájmu komerčních ploch na světě. 
Pojmenováno je po Arturovi Sasko-Koburském. Jako jedno z mála míst v Novém Dillí nebylo po vyhlášení nezávislosti Indie přejmenováno a uchovalo si původní odkaz na koloniální období země. 
Čtvrť je přístupná ze stanice metra Rajiv Chowk. 

## Uspořádání
Celá čtvrť je uspořádána do soustředných kruhů, v jejichž centru se nachází park Rajiv Chowk Central Park. Okružní silnice (anglicky Outer Ring) je napojena sedmi radiálními ulicemi se středem. S výjimkou centrálních ulic jsou další třídy široké, obklopené stromořadími. 

## Historie
Connaught Place vzniklo jako součást Nového Dillí jako naplánovaného města. Vyprojektoval jej Robert Tor Russel. V Luytensově plánu Nového Dillí mělo představoval hlavní komerční srdce města. Návrháři se inspirovali stavbou Royal Crescent v britském městě Bath. 
Původně se počítalo s menším centrálním prostranstvím a dalším prstencem budov, návrh však byl nakonec smeten ze stolu. Stejně tak byla zamítnuta výstavba nádraží přímo uprostřed centrálního parku. Indické železnice považovaly prostor za obtížně napojitelný na zbytek své sítě. 
Výstavba byla zahájena v roce 1929 a dokončena v roce 1933. V 30. letech byla většina budov obsazena buď luxusními obchody, nebo hotely, nacházela se zde také první kina. Nakupovali zde vysoce postavení koloniální správci nebo zámožní Indové. 
V současné době je celá čtvrť evidována městem Dillí jako oblast s vysokou prioritou co do investic a údržby. V druhé dekádě 21. století byl iniciován rozsáhlý plán obnovy této čtvrti, které ji měl navrátit za desetiletí ztracený lesk. Do roku 2020 byla většina prací dokončena; a to i přesto, že byl projekt provázen značnými časovými prodlevami a navyšováním rozpočtu. Od roku 2017 se v centrální části Connaught Place nachází pěší zóna.

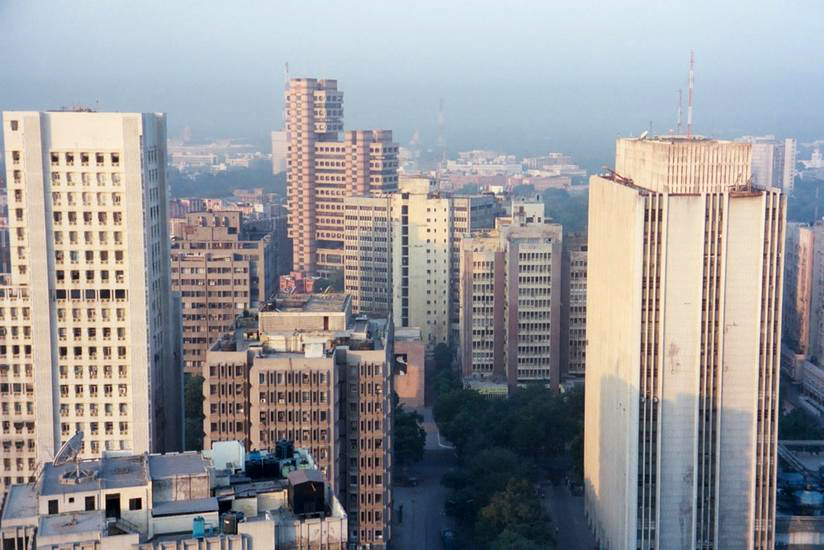
Výškové budovy v blízkosti Connaught Place
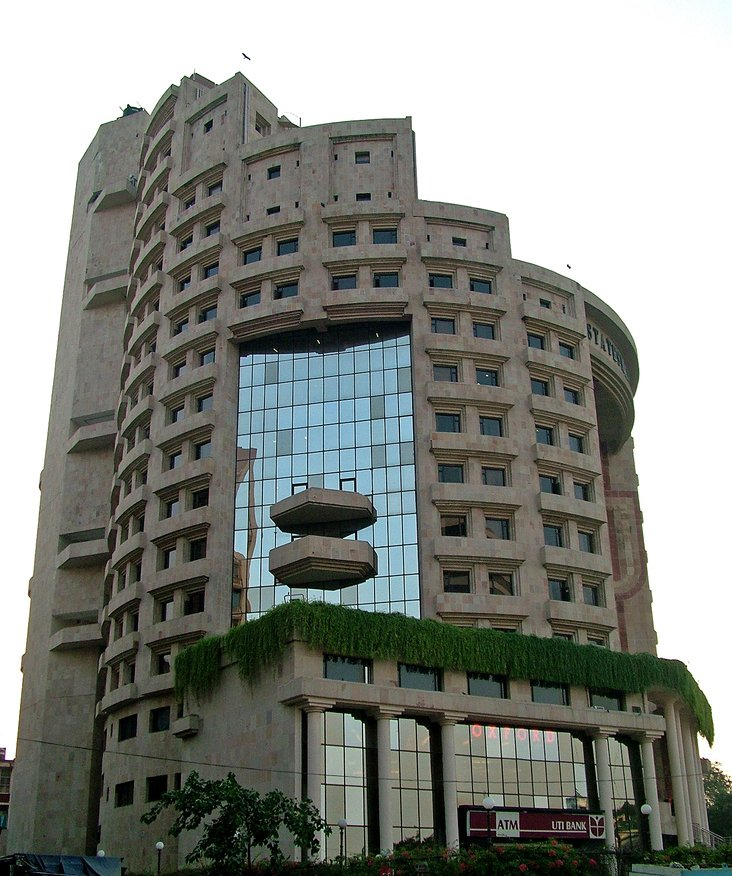
The Statesman Building
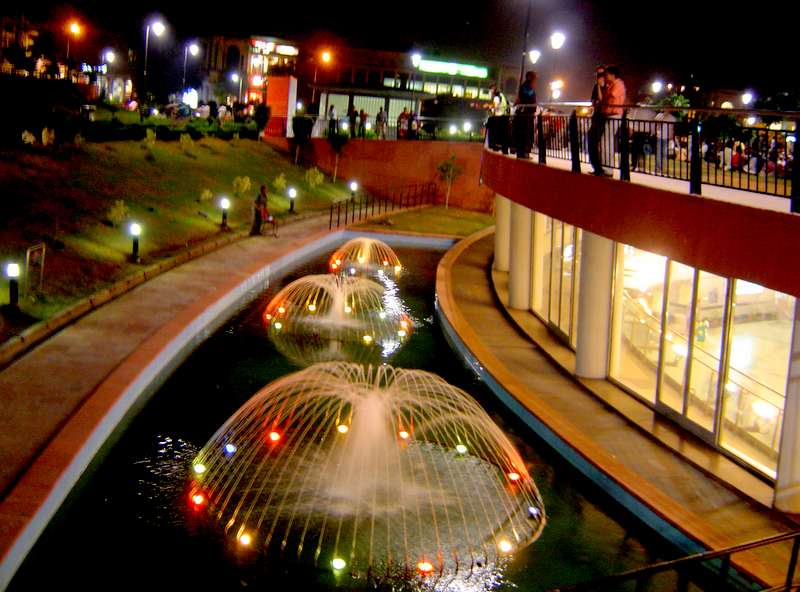
Park Radžív Chowk
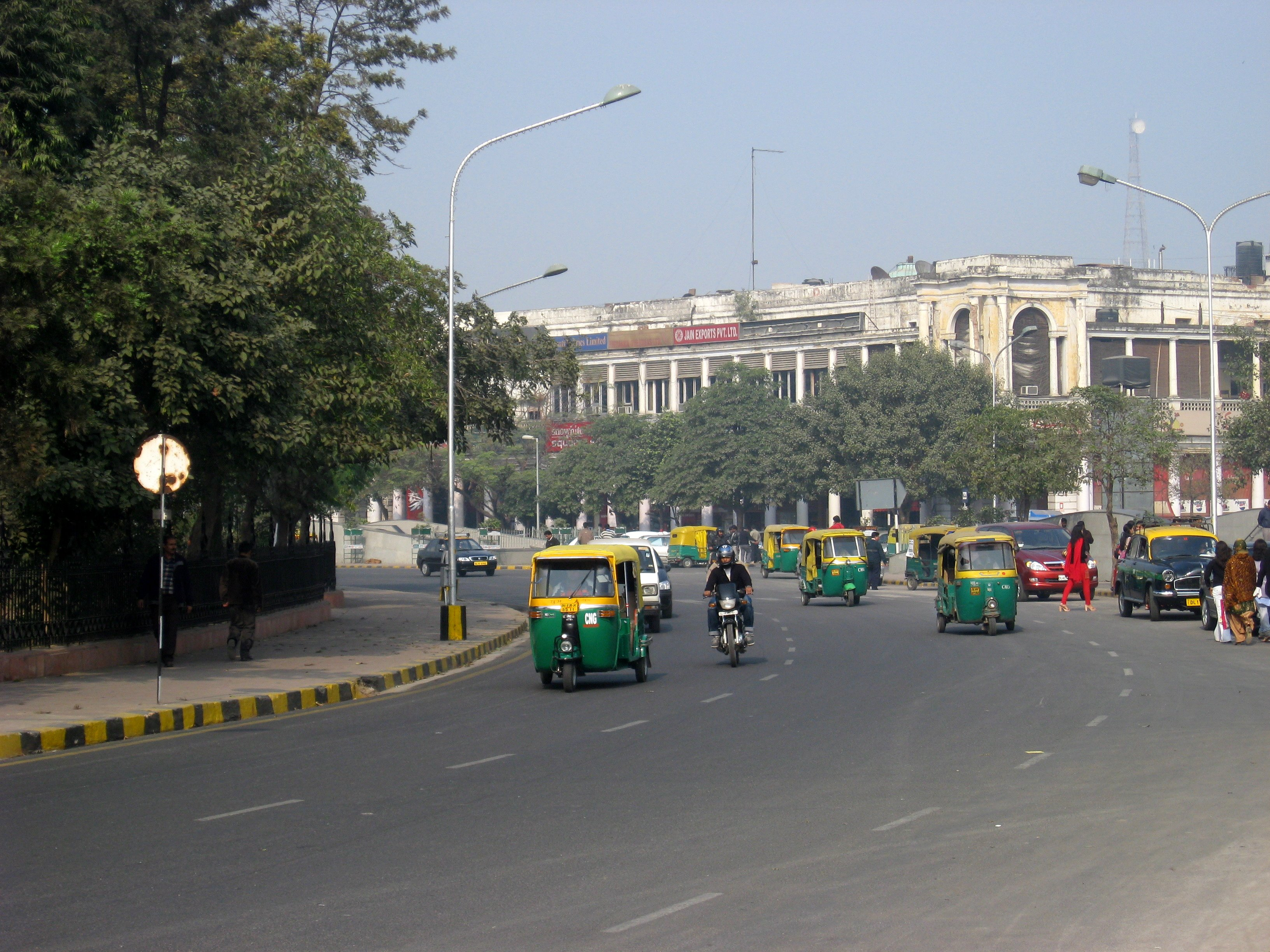
Vnitřní okruh
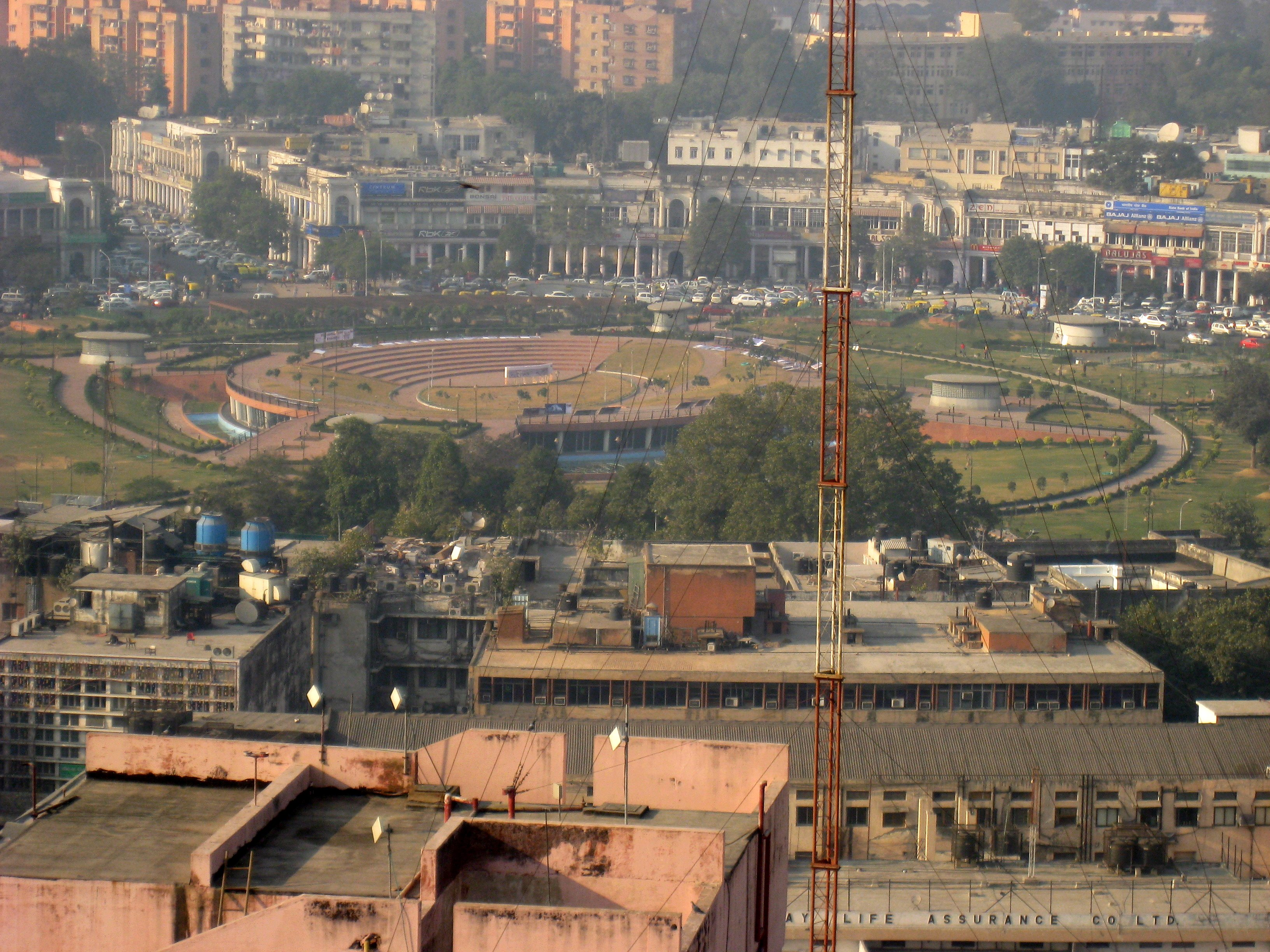
Pohled z restaurace
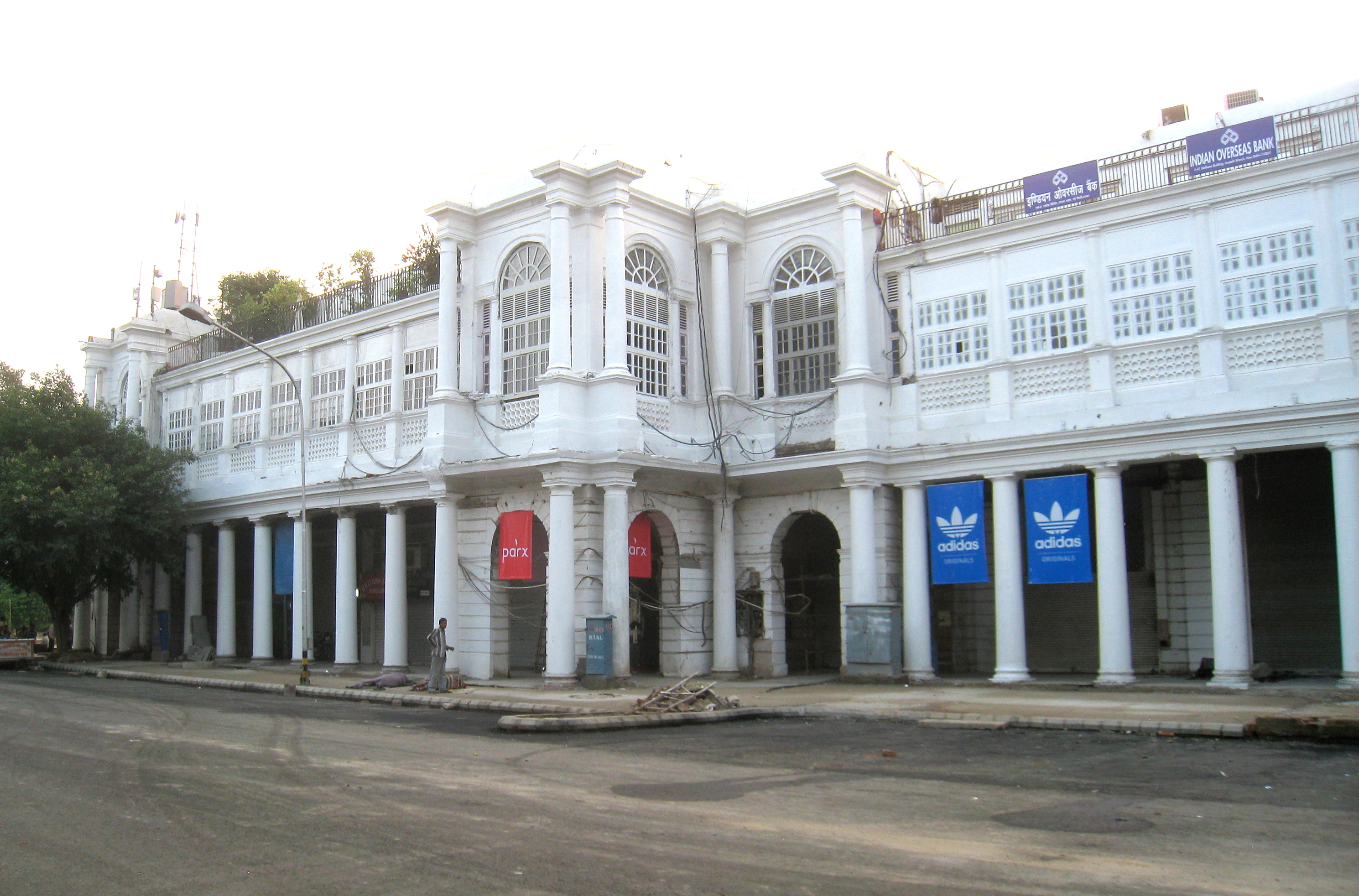
Komerční budovy